# Mounir Soufiani
Mounir Soufiani, né le 29 août 1981 à Bourges (Cher), est un footballeur franco-marocain. Il évolue au poste de défenseur.

## Biographie
Il dispute sept matchs en Division 2 française à l'époque où il évolue au Stade lavallois.
Il joue également 50 matchs en première division suisse avec les clubs du FC Saint-Gall, de Neuchâtel Xamax et du FC Schaffhouse. Avec le Neuchâtel Xamax il dispute également quatre matchs en Coupe Intertoto.

## Carrière
- 1999 - 2001 :  FC Bourges
- 2001 - 2003 :  Stade lavallois
- 2003 - 2004 :  FC Saint-Gall
- 2004 - 2005 :  Neuchâtel Xamax
- 2005 - 2006 :  FC Schaffhouse
- 2006 - 2007 :  RAEC Mons
- 2007 - 2008 :  Antwerp FC
- 2008 - 2010 :  FC Libourne-Saint-Seurin
- 2010 - 2011 :  FC Libourne
- 2011 - 2012 :  Avenir Sportif Béziers
- 2012 - 2013 :  Bergerac Foot
- 2013 - 2014 :  FC Libourne[3]